# Estelle Taylor
Pour les articles homonymes, voir Taylor.
Estelle Taylor est une actrice américaine née le 20 mai 1894 à Wilmington, Delaware (États-Unis), décédée le 15 avril 1958 à Los Angeles (Californie).

## Biographie
Estelle Taylor a été mariée au boxeur Jack Dempsey de 1925 à 1930.

## Filmographie

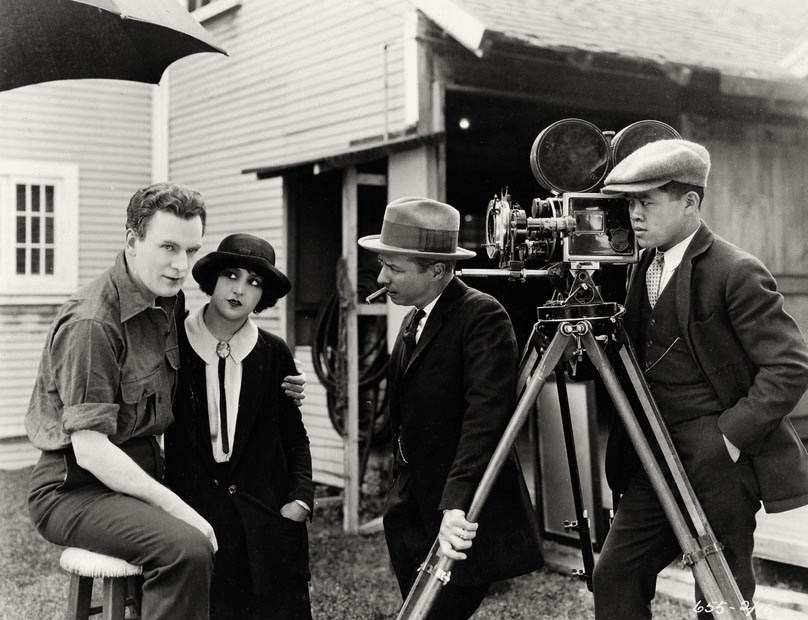
Estelle Taylor dans The Alaskan en 1924

- 1919 : The Golden Shower de John W. Noble : Helen
- 1920 : The Tower of Jewels de Tom Terriss : Adele Warren
- 1920 : The Adventurer de J. Gordon Edwards : Maritana
- 1920 : Le Retour de Tarzan (The Revenge of Tarzan) de Harry Revier et George M. Merrick : Comtesse de Coude
- 1920 : Les Nuits de New York (While New York Sleeps) de Charles Brabin : A Wife / The Vamp / The Girl
- 1920 : Blind Wives de Charles Brabin : Anne / Annie / Annette
- 1921 : Des pas dans les ténèbres (Footfalls) de Charles J. Brabin : Peggy Hawthorne
- 1922 : A Fool There Was d'Emmett J. Flynn : Gilda Fontaine
- 1922 : Monte Cristo d'Emmett J. Flynn : Mercedes, Comtesse de Morcerf
- 1922 : The Lights of New York de Charles Brabin : Mrs. George Burton
- 1922 : Thorns and Orange Blossoms de Louis Gasnier : Rosita Mendez
- 1922 : Only a Shop Girl d'Edward LeSaint : Mame Mulvey
- 1922 : A California Romance de Jerome Storm : Donna Dolores
- 1923 : Bavu de Stuart Paton : Princesse Annia
- 1923 : Forgive and Forget de Howard M. Mitchell : Mrs. Cameron
- 1923 : Desire de Rowland V. Lee : Madalyn Harlan
- 1923 : Les Dix Commandements (The Ten Commandments) de Cecil B. DeMille : Miriam, la sœur de Moïse
- 1924 : Phantom Justice de Richard Thomas : 'Goldie' Harper
- 1924 : Dorothy Vernon (Dorothy Vernon of Haddon Hall) de Marshall Neilan : Mary, Queen of Scots
- 1924 : Tiger Love (en) de George Melford : Marcheta
- 1924 : Passion's Pathway de Bertram Bracken : Dpora Kenyon
- 1924 : Le Vainqueur (The Alaskan) de Herbert Brenon : Mary Standish
- 1924 : Playthings of Desire de Burton L. King : Gloria Dawn
- 1925 : Une nuit de folie (Manhattan Madness) de John McDermott : la fille
- 1925 : Wandering Footsteps de Phil Rosen : Helen Maynard
- 1926 : Don Juan d'Alan Crosland : Lucrezia Borgia
- 1927 : New York de Luther Reed : Angie Miller
- 1928 : The Whip Woman de Joseph Boyle : Sari
- 1928 : Honor Bound (en) d'Alfred E. Green : Evelyn Mortimer
- 1928 : Lady Raffles de Roy William Neill : Lady Raffles
- 1928 : The Singapore Mutiny de Ralph Ince : Daisy
- 1928 : Mirages (Show People), de King Vidor : caméo
- 1929 : Pusher-in-the-Face de Robert Florey (court métrage)
- 1929 : Loin vers l'est (Where East is East) de Tod Browning : Mme de Silva
- 1930 : Liliom de Frank Borzage : Mme Muskat
- 1931 : La Ruée vers l'Ouest de Wesley Ruggles : Dixie Lee
- 1931 : Scène de la rue (Street Scene), de King Vidor : Mrs Anna Maurrant
- 1931 : Le Jardin impie (The Unholy Garden) de George Fitzmaurice : Eliza Mowbray
- 1932 : The Western Limited de Christy Cabanne
- 1932 : Fille de feu (Call Her Savage) de John Francis Dillon : Ruth Springer
- 1935 : Émeutes (Frisco Kid) de Lloyd Bacon
- 1939 : Mademoiselle et son bébé (Bachelor Mother) de Garson Kanin
- 1945 : L'Homme du Sud (The Southerner) de Jean Renoir : Lizzie